# Matyó hímzés

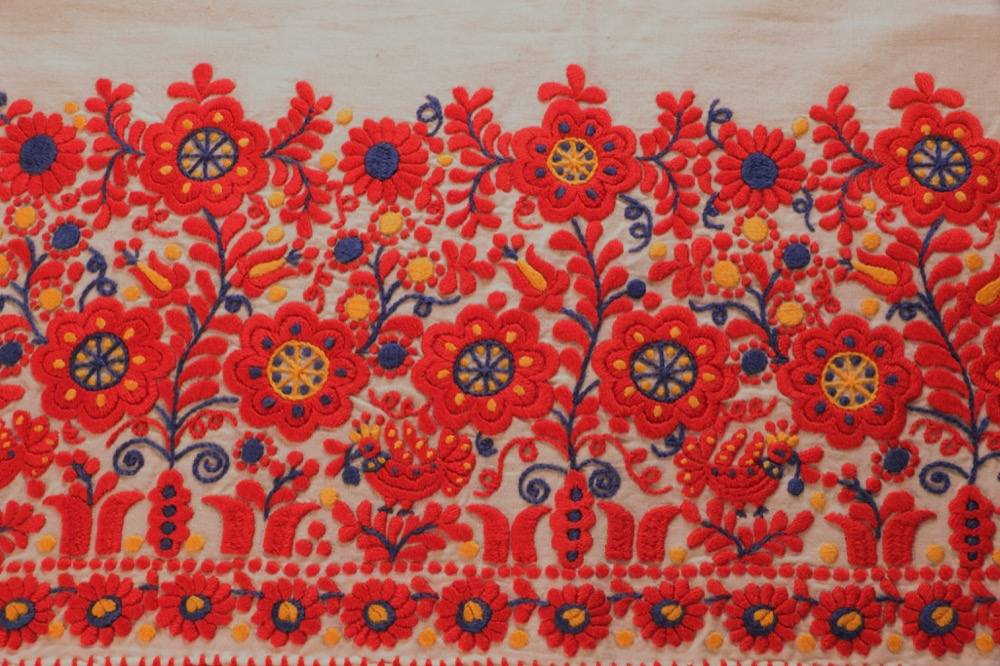
Matyó hímzés

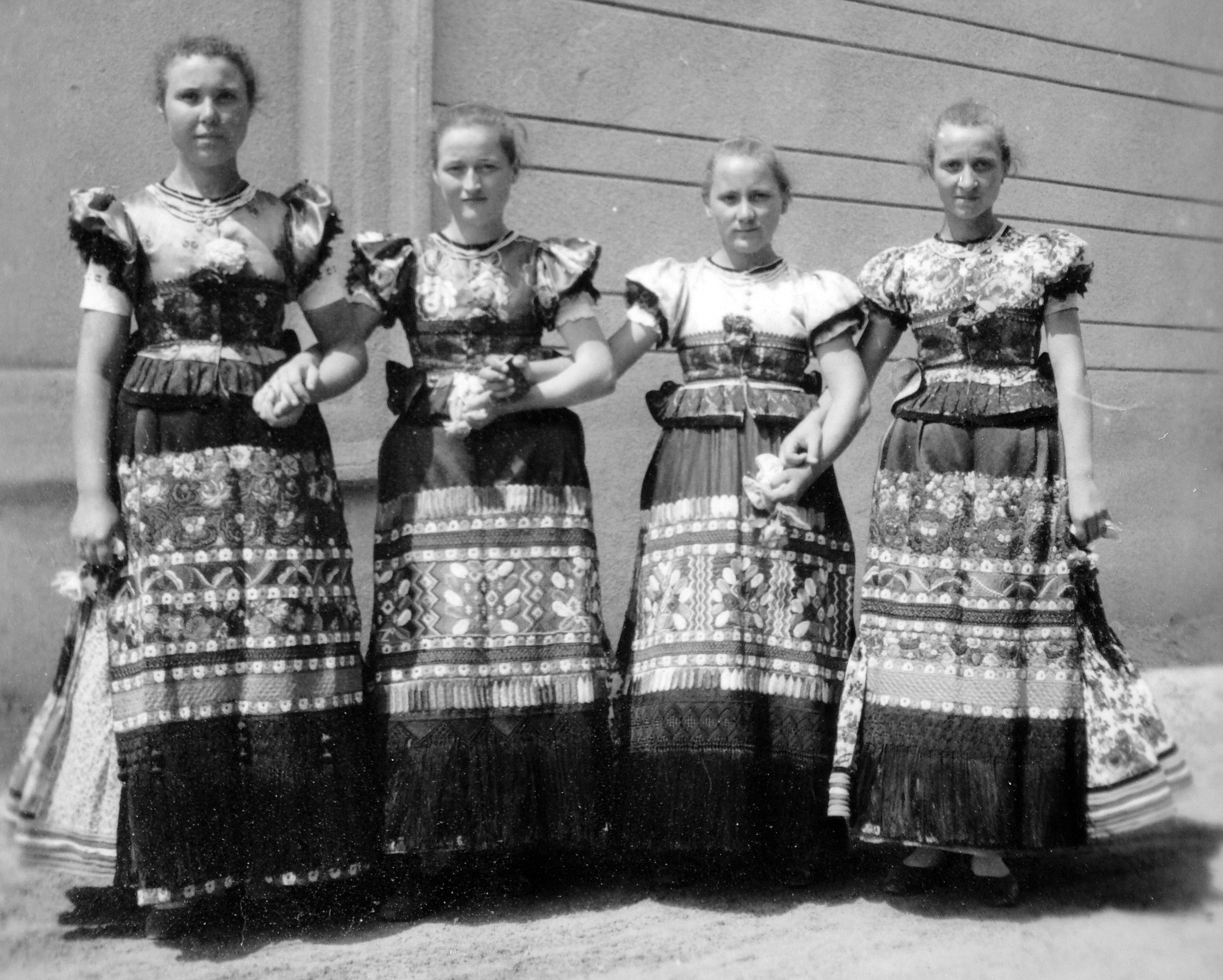
Mädchen in Matyó-Tracht (1935)

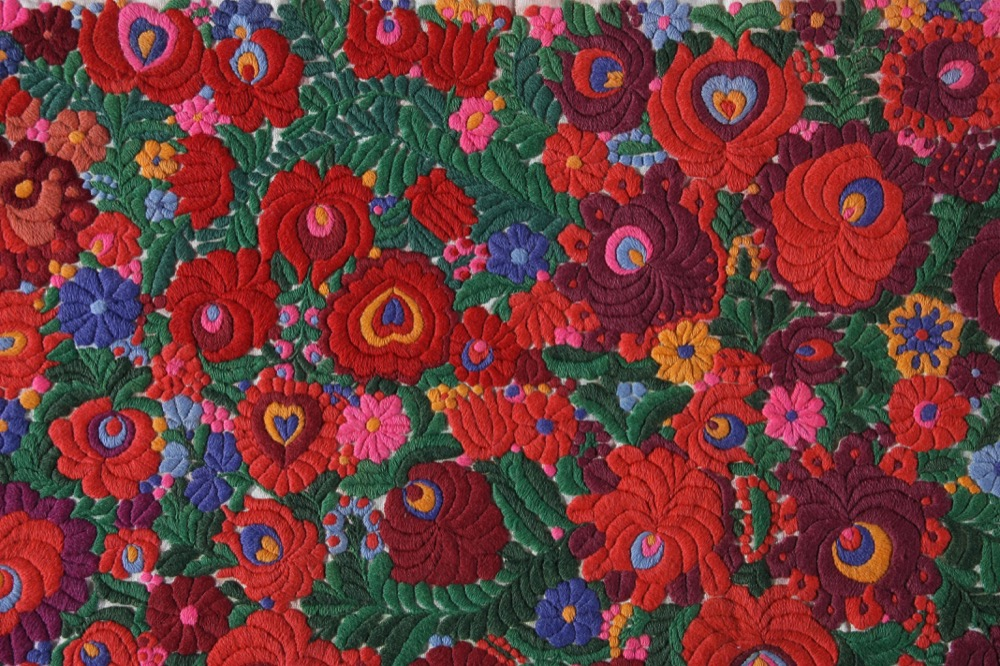
Wandbehang (Werk von Bori Jankó Kis)

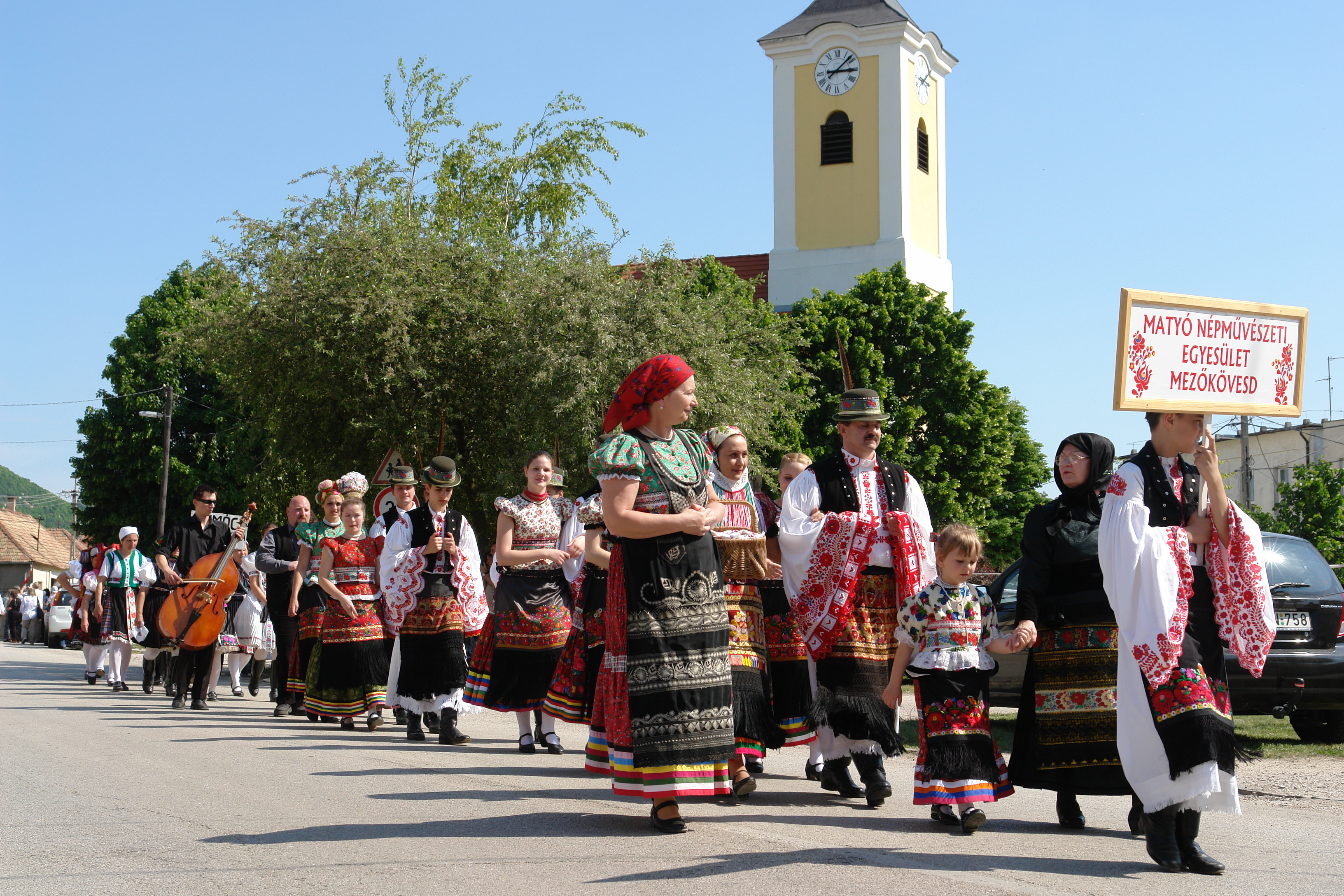
Umzug des Vereins Matyó Népművészeti Egyesület

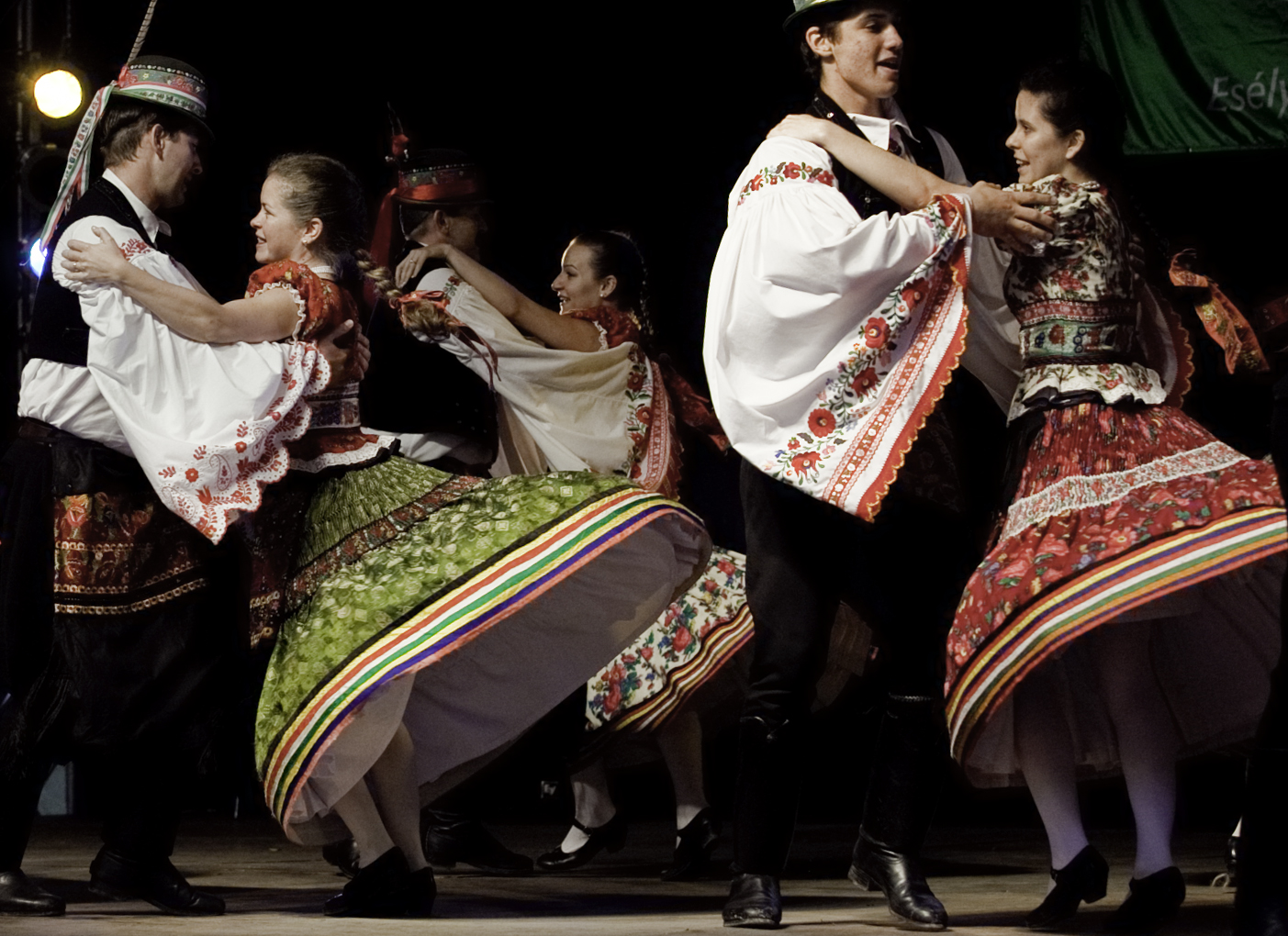
Volkstanzgruppe mit Matyó-Trachten

Matyó hímzés [ˈmɒco: hi:mze:ʃ] (deutsch Matyó-Stickerei) ist eine ungarische Volkskunst der Stickerei, die seit zweihundert Jahren besteht. Sie wurde in die Liste des immateriellen Kulturerbes der UNESCO aufgenommen und erhielt die staatliche Auszeichnung Hungarikum.

## Name und Geschichte
Der Name Matyó hímzés leitet sich von den Angehörigen einer Bevölkerungsgruppe in Ungarn ab, die Matyók genannt werden. Das Gebiet, in dem sie leben, wird Matyóföld genannt und befindet sich im Komitat Borsod-Abaúj-Zemplén, südwestlich des Komitatssitzes Miskolc, um die Stadt Mezőkövesd und die benachbarten Gemeinden Szentistván und Tard.
Ab der Mitte des 19. Jahrhunderts zeichneten sich die Matyók durch ihre farbenfrohe Kleidung und die farbenprächtige Stickereikultur aus. So wurden Tücher, Tischdecken, Kissen, Hemden, Westen, Schürzen, Wandbehänge wie auch traditionelle Hirtenmäntel (szűr) mit Stickereien verziert, Damen- ebenso wie Herrenbekleidung. Während anfangs nur rote, blaue, gelbe, grüne und schwarze Baumwollfäden verwendet wurden, wurde später die Palette der benutzten Farben um viele Varianten erweitert. Die Farben hatten zudem eine symbolische Bedeutung;  Schwarz stand für die Erde, Gelb für die Sonne und den Sommer und das oft dominierende Rot für die Freude. Als Motive für die Stickereien wurden traditionell Blüten von Blumen wie Rosen, Tulpen oder Pfingstrosen verwendet. Im Laufe der Zeit bildeten sich charakteristische und  unverkennbare Muster und Stile heraus.
Bori Jankó Kis (1876–1954) aus Mezőkövesd zählte zu den Meisterinnen der Matyó-Stickerei und des  Musterentwurfs und erhielt 1953 die staatliche Auszeichnung Meisterin der Volkskunst.
In den 1950er Jahren begann die Kleidung mit Stickereien aus dem Alltag zu verschwinden. Durch verschiedene volkskundliche Sammlungen sind viele Stickereien und Muster erhalten geblieben. Der Kulturverein Matyó Népművészeti Egyesület in Mezőkövesd führt die Tradition der Matyó-Stickerei in der heutigen Zeit weiter.

## Auszeichnung
Im Jahr 2012 wurde Matyó hímzés in die Repräsentative Liste des immateriellen Kulturerbes der Menschheit der UNESCO aufgenommen und erhielt ein Jahr später die staatliche Auszeichnung Hungarikum.